# Rhitymna saccata
Rhitymna saccata là một loài nhện trong họ Sparassidae.
Loài này thuộc chi Rhitymna. Rhitymna saccata được miêu tả năm 1914 bởi Järvi.